# Корберо, Урсула
У́рсула Корберо́ Дельга́до (исп. Úrsula Corberó Delgado; род. 11 августа 1989 года) — испанская актриса и модель. Наиболее известна по роли Рут в телесериале «Физика или химия» и роли Силены Оливейры (Токио) в телесериале «Бумажный дом».

## Биография
Урсула Корберо Дельгадо родилась в Барселоне 11 августа 1989 года. Есть сестра по имени Моника. К 6 годам она уже знала, что хочет стать актрисой, впервые на телевидении она появилась в рекламе. После учёбы она переехала в Мадрид, чтобы сниматься в телесериале «Физика или химия».

## Карьера
При сравнительно короткой карьере молодая актриса начала свой путь в  возрасте 13 лет, ходила на актёрские и вокальные курсы, которые в дальнейшем позволили ей исполнить песню «El precio» с Cinco de Enero, группой, которая пишет музыку к сериалу «Физика или химия» в течение первого сезона, который привёл её к славе.
Дельгадо впервые появилась на телеэкране в 2002 году в сериале «Разбитое зеркало» (кат. Mirall trencat), исполняя ведущую роль. В 2005 и 2006 годах принимала участие в сериале «Ventdelplà», где играла Сару.
Можно выделить также телевизионные выступления на национальных шоу, таких как «Чёрная лагуна» (Мануэла) и «Обратный отсчёт» в 2007 году.
Дельгадо получила известность в сериале «Физика или химия» в 2008 году, где она играла одного из главных героев, Рут. Её уход из сериала в конце 2010 года после трёх лет работы совпал со приходом в него Хуана Пабло Ди Паче, Сабрины Гарсиарены и Фернандо Андины.
В 2011 году присоединяется к актёрскому составу «Республики» (спин-оффа «Сеньора»). Она играет Беатрис де ла Торре, чистую и девственную девушку, больную туберкулёзом. В том же году она вернулась с Макси Иглесиасом в видеообращении к «Физика или химия», чтобы отметить окончание сериала и приняла участие в ТВ-фильме «Дни славы» от Марио Конде, играя его секретаря Палому в Telecinco.
Дельгадо также принимала участие в каталонском фильме «Эльсинор парк» и «Шрамы 3D», первом испанском фильме ужасов в 3D, премьера которого состоялась в 2012.
В 2012 году состоялся её театральный дебют в постановке «Сексуальные извращения в Чикаго», которая была сделана в Мурсии. Далее Дельгадо снималась в третьем сезоне «Большого заповедника». В 2017 году она начала сниматься в сериале «Бумажный дом».

## Личная жизнь
С 2008 года в течение двух лет встречалась с актёром Исраэлем Родригесом. В 2011 году пять месяцев встречалась с теннисистом Фелисиано Лопесом. С 2013 по 2016 год встречалась с актёром Андресом Веленкосо. С 2016 года встречается с актёром Чино Дарином, с которым познакомилась на съёмках телесериала «Посольство».
Урсула считает себя феминисткой.

## Фильмография
| Телевизионные   | Телевизионные                     | Телевизионные                   | Телевизионные         |
| Год             | Название                          | Оригинальное название           | Роль                  |
| --------------- | --------------------------------- | ------------------------------- | --------------------- |
| 2002            | Разбитое зеркало                  | Mirall trencat                  | Мария (10 лет)        |
| 2005-2006       | Ventdelplà                        | Ventdelplà                      | Сара                  |
| 2007            | Обратный отсчёт                   | Cuenta atrás                    | Даниэлла              |
| 2007            | Чёрная лагуна                     | El internado                    | Мануэла Портильо      |
| 2008-2010, 2011 | Физика или химия                  | Física o Química                | Рут Гомес Кинтана     |
| 2011-2019       | 14 апреля. Республика             | 14 de abril. La república       | Беатрис де ла Торре   |
| 2012-2014       | Задом наружу                      | Con el culo al aire             | София                 |
| 2012            | Дни славы                         | Días de gloria                  | Палома (секретарь)    |
| 2012-2013       | Большой заповедник                | Gran Reserva                    | Джулия Кортасар       |
| 2014            | Изабелла                          | Isabel                          | Маргарита Австрийская |
| 2015            | Дама под вуалью                   | La dama velata                  | Анита                 |
| 2015            | Якорь-2                           | Anclados                        | Наталия               |
| 2016            | Посольство                        | La embajada                     | Эстер Салинас         |
| 2016            | Пакита Салас                      | Paquita Salas                   | Урсула                |
| 2017-2018       | Большой куш                       | Snatch                          | Инес Сантьяго         |
| 2017-2021       | Бумажный дом                      | La casa de papel                | Токио                 |
| 2021-2023       | Звёздные войны: Видения           | Star Wars: Visions              | Лола (озвучка)        |
| 2023            | Тело в огне                       | El cuerpo en llamas             | Роза Пераль           |
| 2024-?          | Мистер и миссис Смит              | Mr. & Mrs. Smith                | Руни                  |
| 2024            | День шакала                       | The Day of the Jackal           | Нурия                 |
| Кинофильмы      |                                   |                                 |                       |
| Год             | Название                          | Оригинальное название           | Роль                  |
| 2007            | Хроника воли                      | Crónica de una voluntad         | Кова                  |
| 2011            | Слайды                            | Slides                          |                       |
| 2011            | Шрамы 3D                          | XP3D                            | Белен                 |
| 2012            | Эльсинор парк                     | Elsinor Park                    | Лисса                 |
| 2012            | Вечеринка                         | After Party                     | Лаура/Мария           |
| 2013            | Кто убил Бэмби?                   | ¿Quién mató a Bambi?            | Паула                 |
| 2013            | Преступление с видом на море      | Crimen con vista al mar         |                       |
| 2015            | Потерянный север                  | Perdiendo el norte              | Надия                 |
| 2015            | Девичник                          | Cómo sobrevivir a una despedida | Марта                 |
| 2016            | Раскол короны                     | La corona partida               | Маргарита Австрийская |
| 2017            | Proyecto tiempo                   | Proyecto tiempo                 | Альма                 |
| 2018            | Кровавое дерево                   | El árbol de la sangre           | Ребека                |
| 2021            | G.I. Joe: Бросок кобры. Снейк Айз | Snake Eyes: G.I. Joe Origins    | Баронесса             |
| 2024            | Воздушное ограбление              | Lift                            | Камила                |